# Yoshii Isamu

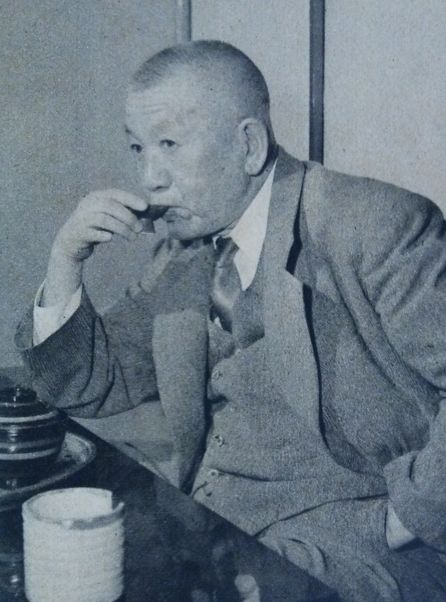
Isamu Yoshii, 1955

Graf Yoshii Isamu (japanisch 吉井 勇; * 8. Oktober 1886 im Stadtteil Shiba (heute Teil von Minato), Präfektur Tokio; † 19. November 1960 in Kyōto, Präfektur Kyōto) war ein japanischer Lyriker und Dramatiker.
Yoshii Isamu studierte an der Waseda-Universität und wurde Mitarbeiter des Magazins Myōjō der Tōkyō Shinshisha („Gesellschaft für neue Literatur Tokio“), der u. a. Mori Ōgai, Ueda Bin und Kitahara Hakushū angehörten. Später verließ er die Gesellschaft und gründete mit Kitahara die Gruppe Pan no kai. 1909 gründete er mit Mori das Literaturjournal Subaru.
In den folgenden Jahren veröffentlichte Yoshii mehrere Gedichtsammlungen, mit denen er sich als Tanka-Dichter etablierte, darunter Sakehogai (酒ほがひ; 1910), Gion kashū (祇園歌集; 1915) und Tōkyō kōtō shū (東京紅燈集; 1916). In den 1920er Jahren veröffentlichte er in der Zeitschrift Subaru Theaterstücke für die Shingeki (neues Theater)-Bewegung. Ab Mitte der 1920er Jahre schrieb er auch Dramen für den Rundfunk wie Saigo no Seppun (最後の接吻), Gekijō Iriguchi no Hanjikan (劇場入口の半時間), Kamome no Shigai (鴎の死骸) und Ame no Yobanashi (雨の夜話).
Isamu starb 1960 in Kyōto an Lungenkrebs. Sein Grab befindet sich jedoch auf dem Friedhof Aoyama in Tokio. Die Büchersammlung und der Nachlass des Lyrikers werden im Verbundarchiv der Präfektur Kyōto aufbewahrt.